# 横井照子
横井照子（日语：／ Yokoi Teruko */?，1924年—2020年），日本和瑞士画家。

## 生平
1924年生于名古屋市，后移居津岛市，毕业于爱知县立津岛高等女学校。第二次世界大战结束后，她曾为美国陆军军官夫人绘制肖像画。1949年前往东京都，成为女子美术大学旁听生，师从木下孝则。1950年加入一水会。1953年赴美国旧金山加利福尼亚美术学校学习（1961年更名为旧金山美术学院）。1955年赴纽约，师从汉斯·霍夫曼，并参加纽约艺术学生联盟。1959年与美国画家山姆·弗朗西斯结婚。1962年移居瑞士。她以创作融合传统日本与西欧风格的抽象画而闻名。1991年获得瑞士国籍。2004年，在日本岐阜县惠那市开设横井照子虞美人美术馆。2008年，在静冈县富士市开设横井照子富士美术馆。2020年10月28日在瑞士伯尔尼逝世。